# Dacrydium speculum
Dacrydium speculum is een tweekleppigensoort uit de familie van de Mytilidae. De wetenschappelijke naam van de soort is voor het eerst geldig gepubliceerd in 1989 door Poutiers.